# Кадырша
Кадырша (баш. Ҡаҙырша) — деревня в Зилаирском районе Республики Башкортостан Российской Федерации. Входит в состав Сабыровского сельсовета.

## География

### Географическое положение
Расстояние до:
- районного центра (Зилаир): 50 км,
- центра сельсовета (Сабырово): 15 км,
- ближайшей железнодорожной станции (Сибай): 137 км.

## Население
| 2002 | 2009 | 2010 |
| ---- | ---- | ---- |
| 124  | ↘117 | ↘105 |

Национальный состав
Согласно переписи 2002 года, преобладающая национальность — башкиры (100 %).

## Религия
В деревне есть мечеть.